# (27570) Erinschumacher
(27570) Erinschumacher est un astéroïde de la ceinture principale d'astéroïdes.

## Description
(27570) Erinschumacher est un astéroïde de la ceinture principale d'astéroïdes. Il fut découvert le 25 août 2000 à Socorro (Nouveau-Mexique) par le projet LINEAR. Il présente une orbite caractérisée par un demi-grand axe de 2,77 UA, une excentricité de 0,09 et une inclinaison de 8,0° par rapport à l'écliptique.

## Compléments